# Biserica Ortodoxă Rusă de Rit Vechi din România

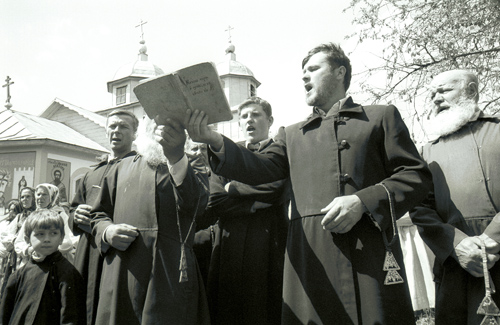
Lipoveni în timpul unei ceremonii din faţa bisericii în satul Slava Cercheză din Județul Tulcea (2004)

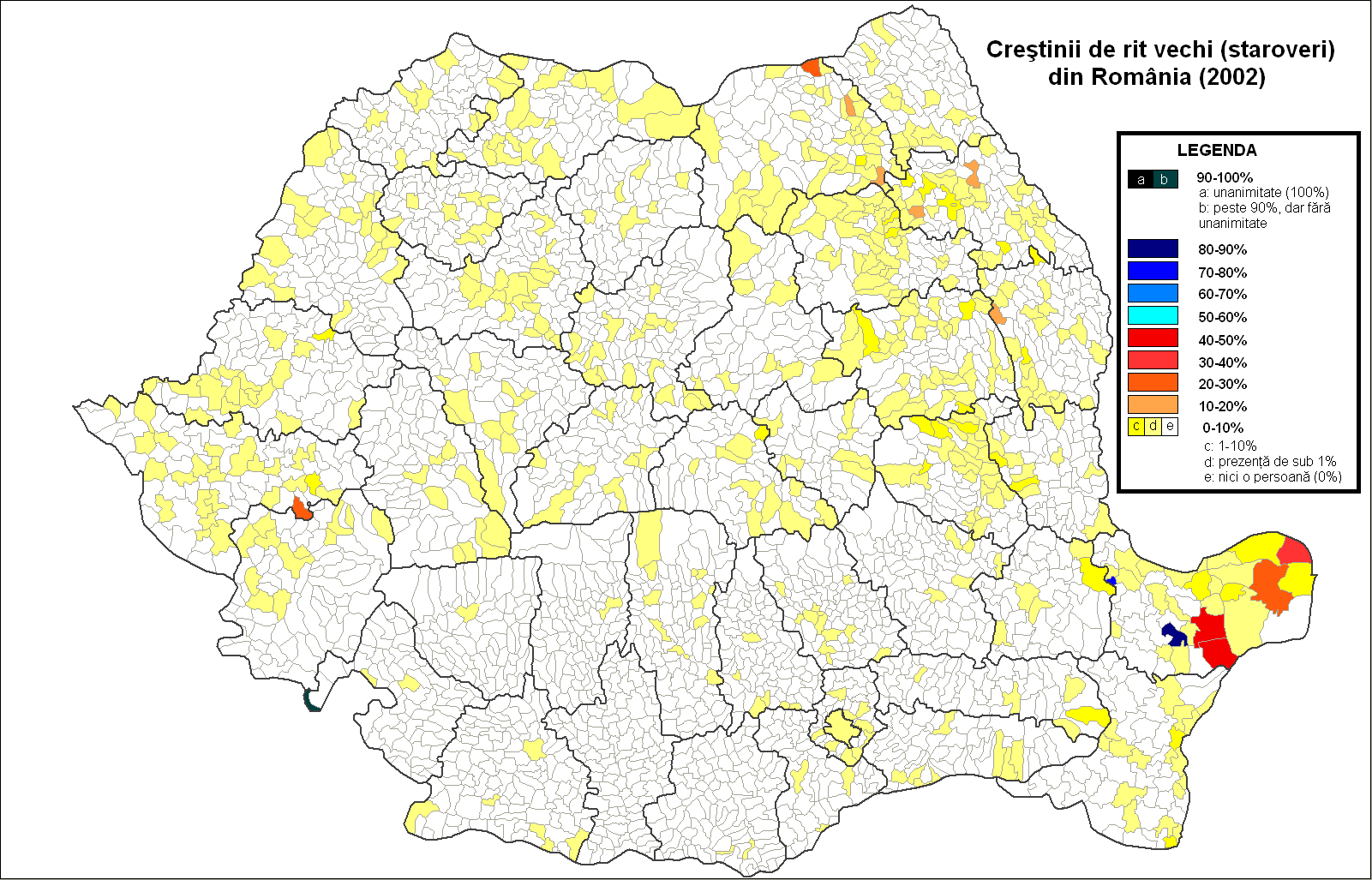
Creștinii staroveri din România (2002)

Biserica Ortodoxă Rusă de Rit Vechi este o biserică ortodoxă de rit vechi, cu sediul la Brăila. Primul episcop al tuturor credincioșilor ortodocși de rit vechi (lipoveni) a fost mitropolitul Amvrosii Popovici.
Biserica lipovenilor este organizată ca mitropolie, cu titulatura "Mitropolia Ortodoxă Rusă de Rit Vechi", iar sub aspectul orânduirii canonice și administrative se compune din eparhii, parohii și mănăstiri. 
Eparhiile B.O.R.R.V. sunt următoarele:
- Eparhia de Fântâna Albă, cu reședința în municipiul Brăila, care cuprinde parohiile ortodoxe de rit vechi din județele Brăila și Galați, municipiul București, localitatea Bordușani (județul Ialomița), localitatea Fântâna Albă (Ucraina);
- Eparhia Slavei, cu reședința în localitatea Slava Rusă din județul Tulcea, care cuprinde parohiile ortodoxe de rit vechi din localitățile: Slava Rusă, Slava Cercheză, Carcaliu, Ghindărești, Jurilovca, municipiul Constanța, localitățile 2 Mai, Cernavodă, Năvodari și parohiile din Bulgaria;
- Eparhia Bucovinei și Moldovei, cu reședința în orașul Târgu-Frumos din județul Iași, care cuprinde parohiile ortodoxe de rit vechi din județele Iași, Vaslui, Neamț, Suceava și Botoșani;
- Eparhia Tulcii, cu reședința în municipiul Tulcea, care cuprinde parohiile ortodoxe de rit vechi din municipiul Tulcea, orașele Sulina și Mahmudia, localitățile Sarichioi, Periprava, Chilia Veche, Mila 23, Sfiștovca;
- Eparhia S.U.A., cu reședința în S.U.A., statul Oregon, care cuprinde parohiile ortodoxe de rit vechi din S.U.A, Canada și Australia;
- Eparhia occidentală, cu sediul în orașul Torino, Italia, care cuprinde parohiile ortodoxe de rit vechi din Italia, Spania, Portugalia, Franța, Germania, Austria, Ungaria;
- Eparhia Țărilor Baltice, cu reședința în orașul Jēkabpils, care cuprinde parohiile din Estonia, Letonia și Lituania.

## Mitropoliții
- Ambrozie Popovici (28 octombrie 1846-1848)
- Chiril Timofeev (4 ianuarie 1849 - 2 decembrie 1873)
- Atanasie Macurov (9 mai 1874 - 1 octombrie 1905)
- Macarie Lobov (10 septembrie 1906 - 2 ianuarie 1921)
- Nicodim Feodotov (24 septembrie 1924 - 15 octombrie 1926)
- Pafnitie Fedoseev (8 iunie 1928 - 8 aprilie 1939)
- Siluan Cravțov (9 iulie 1939 - la 5 ianuarie 1941)
- Inochentie Usov (10 mai 1941 - 16 februarie 1942)
- Tihon Cacealchin (12 aprilie 1942 - 4 martie 1968)
- Ioasaf Timotei (15 decembrie 1968 - 16 februarie 1985)
- Timon Gavrilov (1 iunie 1985 - 8 august 1996)
- Leontie Izot (27 octombrie 1996)